# Сороченко, Роман Леонидович
Роман Леонидович Сороченко (28 сентября 1924, Тверь, РСФСР — 21 января 2017, Москва, Российская Федерация) — советский и российский радиоастроном, лауреат Государственной премии СССР.

## Биография
После  окончания средней школы летом 1942 г. был призван в армию рядовым. 
В годы Великой Отечественной войны воевал на Калининском и I Украинском фронтах. Участвовал в освобождении Польши, войну закончил в Германии. В 1947 г. был демобилизован.
В 1946—1948 гг. учился во Всесоюзном заочном институте инженеров связи; в январе 1948 г. перешёл на физико-технический факультет МГУ, который окончил с отличием в апреле 1952 г. (считается первым выпуском МФТИ).
С мая 1952 г. работал в ФИАН: радиоинженер Крымской экспедиции, с января 1955 г. — радиоинженер Лаборатории колебаний, с 1960 г. — научный сотрудник Лаборатории радиоастрономии. С 1974 г. — заведующий сектором, с 1986 г. — главный научный сотрудник ФИАН.
Доктор физико-математических наук (1971), профессор (1985).

## Научная деятельность
Являлся одним из основоположников отечественной  радиоастрономии, исследований по радиоспектроскопии космоса; участник создания первых советских радиотелескопов. 
Основные научные труды были связаны с открытием и исследованием спектральных линий, образующихся при переходах между высоковозбуждёнными состояниями атомов. В 1957—1959 гг. совместно с Б. М. Чихачёвым создал первый в СССР спектральный радиометр на волну 21 см. Совместно с Э. В. Бородзичем в апреле 1964 г. в Пущино обнаружил излучение спектральных линий на 22-х метровом радиотелескопе, РТ-22. Открытие подтверждало гипотезу о том, что в межзвёздной среде, в условиях малой плотности могут существовать атомы громадных микронных размеров, которые способны излучать спектральные линии в радиодиапазоне. В том же году создал спектрометр на волну 3 см, на котором вместе с сотрудниками своей группы провёл первые в мире наблюдения рекомбинационной радиолинии водорода от туманности Омега. 
Работы учёного по спектральным линиям высоковозбуждённых атомов (называемых также Рекомбинационные радиолинии — РРЛ) получили широкое международное признание; их исследования стали новым направлением в астрофизике. Итоги исследований РРЛ, по которым выполнено более 1000 публикаций, обобщены в монографии Р. Л. Сороченко и М. А. Гордон (США). 

## Награды и звания
Орден Отечественной войны II степени, медали «За победу над Германией в Отечественной войне», «За взятие Берлина» (1945), «За доблестный труд в ознаменование 100-летия со дня рождения Ленина» (1970), «Ветеран труда» (1985).
Лауреат Государственной премии СССР (1988) — за обнаружение и дальнейшие исследования рекомбинационных радиолиний.

## Научные труды
- Рекомбинационные радиолинии. Физика и астрономия / Р. Л. Сороченко, М. А. Гордон. - М.: ФИЗМАТЛИТ, 2003. - 391 с. - Библиогр.: с. 369-388. - Предм. указ.: с. 389-391. - 300 экз. - ISBN 5-9221-0433-0.